# Ponte Rotto
Il Ponte Emilio (Pons Aemilius), o Ponte Rotto, fu il primo ponte in muratura di Roma. Oltrepassava il Tevere poco più a nord dell'antico Pons Sublicius.

## Il ponte in epoca romana
Viene di solito attribuito ai censori Marco Emilio Lepido e Marco Fulvio Nobiliore, nel 179 a.C., che ne avrebbero realizzato i piloni, ma, sulla base di passi di Plutarco e di Tito Livio e di una raffigurazione monetale, dovrebbe essere invece attribuito a Manlio Emilio Lepido, in connessione con la realizzazione della via Aurelia, intorno al 241 a.C. Nel 179 a.C. fu ricostruito in occasione del rifacimento del vicino porto fluviale.
Nel 142 a.C. i censori Publio Cornelio Scipione Emiliano e Lucio Mummio Acaico sostituirono all'originaria passerella lignea delle arcate in muratura. Il ponte fu restaurato sotto Augusto nel 12 a.C.

## Il ponte nel Medioevo e in età moderna

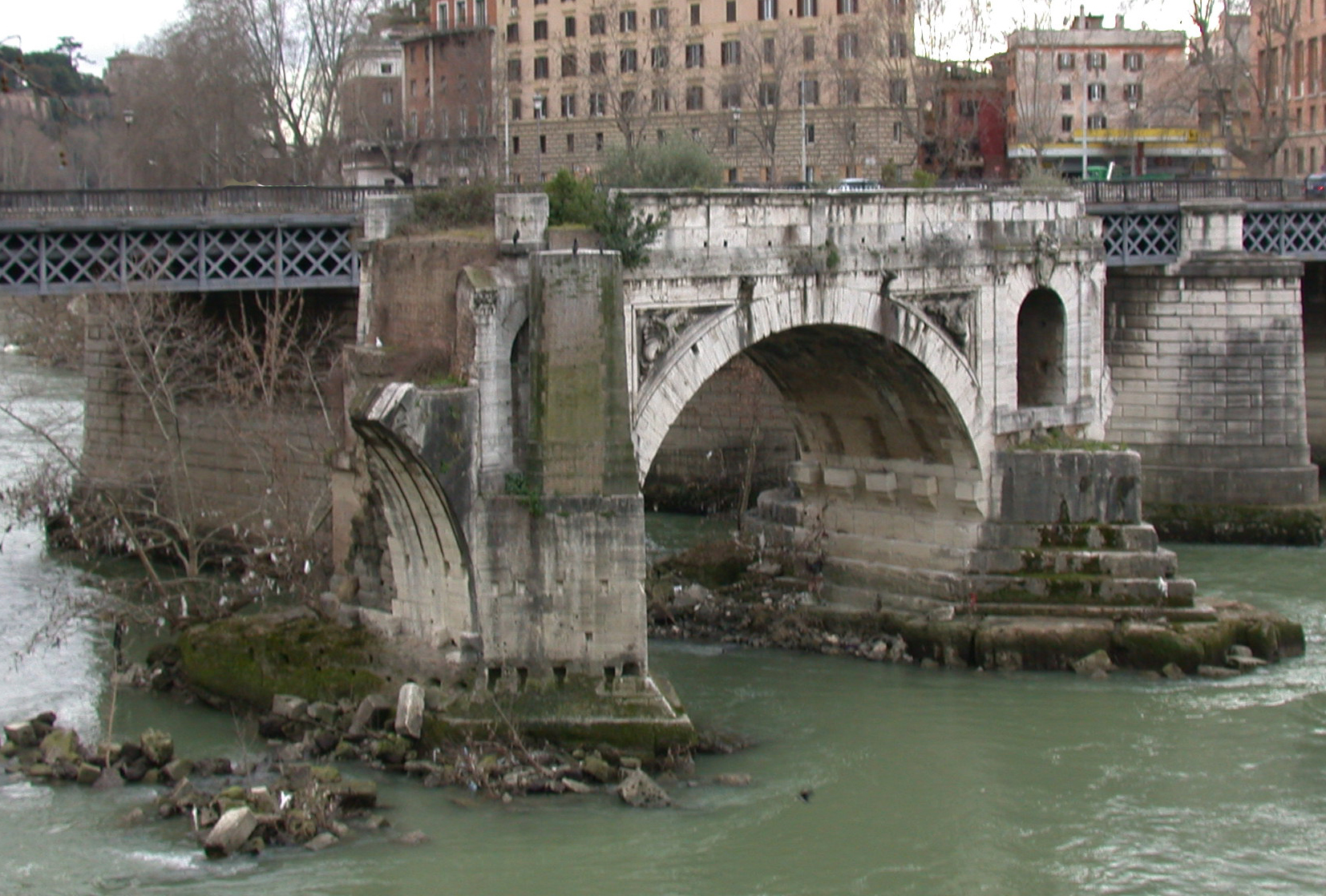
Il Ponte Rotto con i resti del Ponte Emilio, davanti al Ponte Palatino

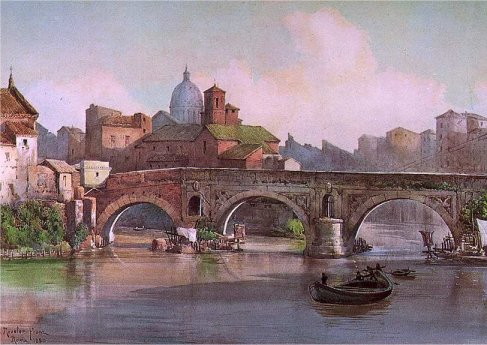
Il Ponte Emilio in un quadro del 1880 di Ettore Roesler Franz

Nel Medioevo sono attestati anche i nomi di "Ponte di Lepido" (pons Lepidi) o "Ponte Lapideo"' (pons Lapideus), dalla metà dell'VIII secolo come "Ponte Maggiore" (pons Maior) e nel 1144 come "Ponte dei Senatori" (pons Senatorum). Nella guida di Roma del 1763 di Giuseppe Vasi ("Itinerario istruttivo per ritrovare le antiche e moderne magnificenze di Roma") è citato come "ponte di S. Maria, detto Rotto" e se ne riportano le precedenti denominazioni come "ponte Senatorio" o "ponte Janiculense".
Subì danni dalle piene del fiume a varie riprese (1230, 1422) e sotto papa Giulio III nel 1552 le arcate vennero completamente ricostruite a opera di Nanni di Baccio Bigio. Un'ulteriore alluvione lo distrusse nuovamente nel 1557.
Un'ennesima ricostruzione ebbe inizio nel 1573 sotto papa Gregorio XIII, a opera dell'architetto Matteo di Castello e fu ultimata nel 1575, come si evince dalla lapide murata sull'arcata superstite. La grande alluvione del 24 dicembre 1598 fece sparire tre delle sei arcate e il ponte non fu più ricostruito, assumendo la denominazione di Ponte Rotto, facendo chiudere il progetto di costruire un ramo dell'acquedotto Felice che, passando sopra il ponte, portasse l'acqua a Trastevere.
Tra il 1853 e il 1887 delle passerelle metalliche sorrette da funi collegarono il troncone di ponte alla riva sinistra del fiume (su progetto dell'ingegnere Pietro Lanciani). Successivamente la passerella venne eliminata e le due arcate più vicine alla riva vennero distrutte in occasione della costruzione dei moderni argini del fiume. Attualmente resta una sola delle tre arcate cinquecentesche superstiti, che poggia sugli originali piloni del II secolo a.C.

## Basamenti delle testate

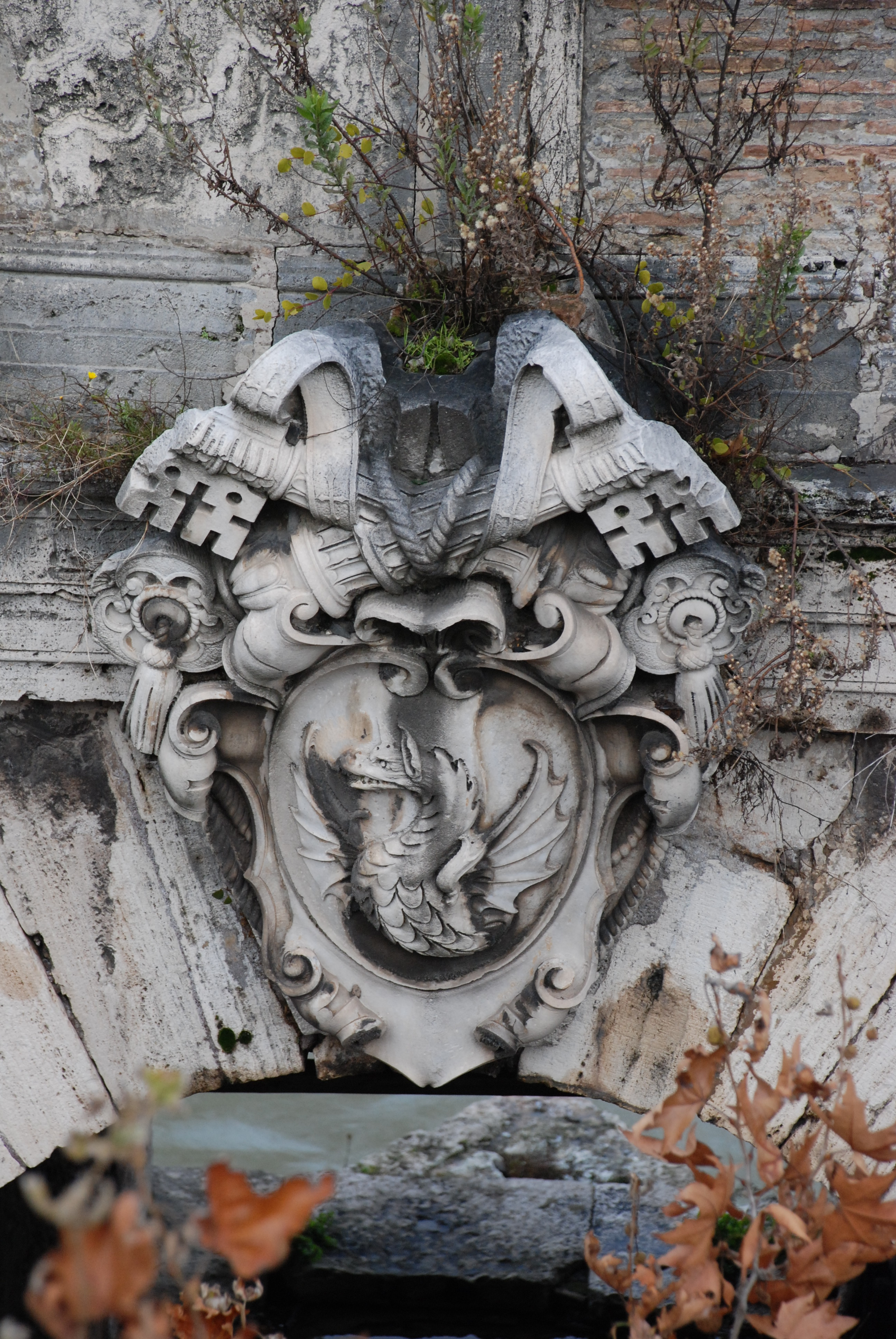
Lo stemma di papa Gregorio XIII sul ponte

Nell'ottobre del 2021 una ricerca su Ponte Emilio condotta da Alessandro Cremona Urbani riconobbe (analizzando una stampa del 1850 di Luigi Rossini con veduta del Tevere e una fotografia di Ettore Roesler Franz sui lavori di demolizione) che quattro basamenti delle testate di Ponte Emilio furono riutilizzati, negli anni '30, al Parco della Mole Adriana come elementi decorativi degli angoli della scalinata nord ovest. Le facciate marmoree mostra ancora integri: le blasonature di papa Gregorio XIII e Giulio III (committenti nei lavori di restauro alle arcate); stemmi ecclesiastici con le chiavi di San Pietro (presenti nella stampa di Rossini); un'incisione dell'Arciconfraternita di San Giovanni Decollato (visibile anche nella fotografia di Ettore Roesler Franz).

## Un altro "Ponte Rotto"
La denominazione di "Ponte Rotto" (pons fractus o pons ruptus) era stata data in precedenza anche ai resti del ponte romano conosciuto con i nomi di "Ponte di Agrippa", poi "Ponte Antonino" o "Ponte Aurelio", poi "Ponte di Valentiniano", fino alla ricostruzione di Ponte Sisto nel XV secolo.